# Ma’add al-Mustansir bi-Allah
Ma'add al-Mustansir bi-Allah – kalif z dynastii Fatymidów; urodził się w 1029 w Kairze, panował w latach 1036-1094. 
Na rządy Al-Mustansira przypadł okres bardzo dużego rozwoju i ekspansji państwa Fatymidów. Zarządzał on Egiptem, Cyrenajką, Al-Hidżazem i częścią Syrii sięgającą aż do Damaszku. Na zwierzchnictwo jego poprzedników, a także jego samego, powoływali się władcy mniejszych państewek, chcący zerwać swoją zależność od Kalifatu Abbasydów. Za panowania Al-Mustansira miało również miejsce jedno z największych osiągnięć Fatymidów, kiedy to w grudniu 1058 jego generał Arslan al-Basasiri zdobył Bagdad i zmusił abbasydzkiego kalifa do uznania zwierzchnictwa Fatymidy. Było ono jednak epizodyczne, gdyż już w styczniu 1060 Turcy Seldżuccy wypędzili wojska Al-Mustansira z miasta. Al-Mustansir zmarł w 1094 roku.